# Тегеран (аеропорт)
Міжнародний аеропорт Імам Хомейні (перс. فرودگاه بین‌المللی امام خمینی) (IATA: IKA, ICAO: OIIE) -  головний міжнародний аеропорт Ірану, розташований за 30 км на південно-захід від міста Тегеран, біля населених пунктів Робат-Карим і Ісламшехр, має площу 13500 га (135 км²). Побудовано за для розвантаження аеропорту Мехрабад, який знаходиться в західній частині міста. Початкова назва аеропорту - Ахмадабад, але пізніше було перейменовано в "Імам Хомеіні". Летовище здатне приймати  широкофюзеляжні літаки на кшталт Boeing 747 та Airbus A380.
Експлуатантом аеропорту є Iranian Airports Holding Company.
Площа міжнародного авіатерміналу становить 13 тисяч гектарів, його обладнано найсучаснішим обладнанням, на будівництво витрачено близько 60 мільйонів доларів.
1 лютого 2004 року відбулося відкриття першої черги міжнародного аеропорту.
Відкрито 30 квітня 2005 року. Спочатку аеропорт приймав тільки рейси з держав Перської затоки. З листопада 2007 аеропорту передані міжнародні рейси з аеропорту «Мехрабад».
У 2013 році введено в експлуатацію другу злітно-посадкову смугу, будівлю митної адміністрації та ватажний термінал.
У червні 2016 було введено в експлуатацію термінал для прочан з пасажирообігом 6 мільйонів пасажирів на рік.
Є хабом для :
- Iran Air
- Mahan Air

## Авіалінії та напрямки

### Пасажирські
| Авіакомпанія                   | Пункт призначення |
| ------------------------------ | --- |
| Aeroflot                       | Москва-Шереметьєво |
| Air Arabia                     | Шарджа |
| Al Naser Wings                 | Чартер: Багдад, Наджаф |
| Ata Airlines                   | Батумі, Аеропорт Стамбул, Тбілісі Сезонний: Денізлі, Ізмір |
| Atlantis Armenian Airlines     | Сезонний чартер: Єреван |
| AtlasGlobal                    | Аеропорт Стамбул Сезонний: Адана, Анталія, Ізмір |
| Austrian Airlines              | Відень |
| Bravo Airways                  | Київ-Жуляни |
| Buta Airways                   | Баку |
| Bulgaria Air                   | Сезонний: Варна |
| Cham Wings                     | Дамаск |
| China Southern Airlines        | Пекін–Шоуду, Урумчі |
| Corendon Airlines              | Анталія, Кайсері |
| Emirates                       | Дубай |
| Freebird Airlines              | Сезонні: Адана, Анталія, Аеропорт Стамбул, Ізмір |
| Georgian Airways               | Сезонний: Батумі, Тбілісі |
| Germania                       | Берлін-Шенефельд |
| Iran Air                       | Амстердам, Анкара, Багдад, Баку, Бейрут, Кельн/Бонн, Дубай, Франкфурт, Гетеборг-Ландветтер, Гамбург, Аеропорт Стамбул, Карачі, Лондон-Хітроу, Мілан-Мальпенса, Мумбаї, Москва-Шереметьєво, Наджаф, Париж-Орлі, Рим-Ф'юмічіно, Ст Петербург, Стокгольм-Арланда, Тбілісі, Відень Сезонний: Денізлі, Испарта, Ізмір, Джидда, Медина                                                                                           |
| Iran Aseman Airlines           | Багдад, Аеропорт Стамбул, Наджаф, Тбілісі Сезонний чартер: Испарта, Ізмір, Москва-Внуково, Ст Петербург |
| Iraqi Airways                  | Багдад, Ан-Наджаф, Насирія |
| Kam Air                        | Герат, Кабул, Мазарі-Шариф |
| Kish Air                       | Баку, Денізлі, Ісламабад, Испарта, Аеропорт Стамбул, Ізмір, Київ-Бориспіль, Наджаф, Тбілісі, Єреван |
| Kuwait Airways                 | Кувейт |
| Lufthansa                      | Франкфурт |
| Mahan Air                      | Анкара, Баку, Бангкок–Суварнабхумі, Барселона, Пекін–Шоуду, Делі, Дубай, Дюссельдорф, Ербіль, Гуанчжоу, Аеропорт Стамбул, Куала-Лумпур, Мілан-Мальпенса, Москва-Внуково, Мюнхен, Наджаф, Париж-Шарль де Голль, Ст Петербург, Шанхай–Пудун, Сулейманія, Єреван Сезонний чартер: Афіни, Касабланка, Коломбо, Денпасар, Денізлі, Гоа, Ханой, Хошимін, Испарта, Ізмір, Конья, Ларнака, Марракеш, Маврикій, Пхукет, Сочі, Варна |
| Meraj Airlines                 | Багдад, Аеропорт Стамбул, Наджаф Сезонні: Делі, Денізлі, Ізмір, Конья |
| Nordwind Airlines              | Сезонний чартер: Москва-Шереметьєво, Ст Петербург |
| Nouvelair                      | Сезонний чартер:Монастір, Туніс |
| Oman Air                       | Маскат |
| Onur Air                       | Сезонний: Адана, Анталія |
| Pegasus Airlines               | Стамбул-Сабіха Гекчен Сезонний: Адана, Анталія |
| Qatar Airways                  | Доха |
| Qeshm Airlines                 | Багдад, Брюссель, Аеропорт Стамбул, Наджаф, Сулейманія (призупинено) Сезонний чартер: Денізлі, Испарта (призупинено), Ізмір, Москва-Шереметьєво, Варна Сезонний чартер: Батумі, Ларнака, Сочі, Ст Петербург, Тбілісі, Єреван |
| Syrian Arab Airlines           | Дамаск |
| SunExpress                     | Seasonal: Адана, Ізмір Сезонний чартер: Анталія, Кайсері |
| Taban Air                      | Багдад, Аеропорт Стамбул, Ан-Наджаф, Тбілісі Сезонні: Батумі, Ізмір, Москва-Шереметьєво Сезонний чартер: Ст Петербург |
| Tailwind Airlines              | Сезонні: Адана, Анталія |
| Turkish Airlines               | Аеропорт Стамбул, Стамбул–Сабіха Гекчен Сезонні: Анкара, Ізмір |
| Ukraine International Airlines | Київ-Бориспіль |
| Wings of Lebanon               | Чартер: Бейрут |
| Zagros Airlines                | Багдад, Наджаф, Аеропорт Стамбул, Тбілісі, Єреван Сезонний: Испарта, Ізмір |

### Вантажні
| Авіакомпанія           | Пункт призначення |
| ---------------------- | --- |
| Iran Air Cargo         | Амстердам, Анкара, Баку, Бангкок–Суварнабхумі, Пекін–Шоуду, Бейрут, Кельн/Бонн, Копенгаген, Даммам, Дубай, Доха, Франкфурт, Гетеборг-Ландветтер, Гамбург, Аеропорт Стамбул, Карачі, Куала-Лумпур, Кувейт, Лондон-Хітроу, Мілан-Мальпенса, Москва-Шереметьєво, Мумбаї, Париж-Шарль де Голль, Стокгольм-Арланда, Ташкент, Відень |
| Lufthansa Cargo        | Франкфурт |
| Pegasus Cargo          | Стамбул-Сабіха Гекчен |
| Turkish Airlines Cargo | Ханой, Аеропорт Стамбул, Карачі |
| Qatar Airways Cargo    | Доха, Гонконг |

## Статистика
| Рік  | Пасажирообіг | % Зміна |
| ---- | ------------ | ------- |
| 2011 | 5,020,836    | ▬       |
| 2012 | 4,735,089    | ▼ 6%    |
| 2013 | 4,756,012    | ▲ 0.4%  |
| 2014 | 6,049,062    | ▲ 27%   |
| 2015 | 7,243,120    | ▲ 20%   |
| 2016 | 7,821,369    | ▲ 8%    |
| 2017 | 8,852,232    | ▲ 13%   |